# 森田猛虎
森田 猛虎（もりた たけとら、1975年8月28日 - ）は、埼玉県出身の俳優。オルスタエンタテインメントに所属していた。現在は、K.B.S.Projectの舞台を中心に、声優、パフォーマー、イベント司会など多岐に渡って活躍している。

## 来歴
4人兄姉の末っ子として産まれる。中央大学高等学校から、中央大学経済学部へ進学。高校時代は軽音楽部部長、サッカー部副部長、生徒会長と複数の役職を務めた。大学時代は音楽サークルに所属。Vo.Gt.Drを一人でこなし、音楽ライブイベントにもかかわらず、曲の合間に寸劇を披露。ドラム叩き語りを得意としていた。
モデル事務所を退所後、お笑い芸人を目指してネタ見せに様々な事務所をまわる内に、次第に芝居にのめり込んで行く。俳優の養成所で本格的に演技を学び、円谷プロダクション制作「ウルトラマンネオス」ヒノ隊員役で、デビューを果たす。

## 人物
幼少時より人見知りであったが、わざとはしゃぐ事で周りに気付かれないように振る舞っていた。
趣味に音楽、映画、舞台、アニメ鑑賞などがあるが、好きなジャンルが特定されていない為、広く浅い知識である事を本人も認めている。
駅構内の立ち食いそば屋さんの、中華そばが好き。
中学生の時に「いかすバンド天国」通称「イカ天」に出会い、音楽に目覚める。様々なバンドに魅了されたことが音楽活動だけでなく、後の俳優業をする上でも活かされており「好きになったら、それが好き」という、こだわりはここから生まれた。初めて買ったシングルCDは「さよなら人類（たま）」アルバムはマルコシアス・バンプの「乙姫鏡」である。
プロレスが好きで、クラッシュギャルズが流行していた頃から女子プロレスのファンだった。
ものまねのレパートリーは主に歌唱である為、なかなか認知されてはいない。

## 出演

### 映画
- プレイガール
- デビルマン
- ミラーマンREFLEX（2006年1月28日公開） - 熊川遼 役
- 仮面ライダー THE NEXT（2007年10月27日公開）
- 探偵物語（2007年公開）　三池崇史　監督

### テレビ
- 平成仮面ライダーシリーズ
  - 仮面ライダーキバ（2008年 - 2009年） - カメラマン 役
  - 仮面ライダーディケイド（2009年）
- ANB土曜ワイド劇場『おかしな二人』
- ANB『はみだし刑事情熱系PART7』

### オリジナルビデオ
- ウルトラマンネオス（2000年）ヒノ 役
- 銀河ロイドコスモＸ (2001年）ヨタ 役
- オタスケガール（2003年）飛鳥 役
- 萌えキュン@MOVIE 恋するメイドカフェ（2006年）
- OLヴァンパイア 〜智子の初恋〜（2007年）
- 隣人ポータビリティ（2007年）三枝 役
- 荒くれKnight （2007年）薬物中毒者 役

### CM
- アデランス (2007年) テレホンヘアチェック編

### 舞台
- サマーデイズ(PROPAGANDASTAGE)
- birth(PROPAGANDASTAGE)
- 裸月物語(朝倉薫演劇団)
- 北枕動物園にようこそ(K.B.S.Project)
- 北枕動物園へようこそ -阿片ノ唄-（K.B.S.Project)
- 宙ing(K.B.S.Project)
- てんいちっ！(K.B.S.Project)
- おくられびと(K.B.S.Project)
- IMMORTAL OPERATION(K.B.S.Project)
- 狼魔冥遊奇譚(K.B.S.Project)
- ザ・エレベーターホール(K.B.S.Project)

### ドラマCD
・時空警察ハイペリオン　居酒屋店長役
・嵐世

### その他
- ドラゴンクエストＸ （モーションアクター）

※　領主タケトラのモデルとなっている
・ドラゴンクエスト Ⅺ （モーションアクター）
・忌火起草　（モーションアクター）